# 1906 w filmie
Wydarzenia filmowe w 1906 roku.

## Wydarzenia
- 21 marca – we Frankfurcie nad Menem powstało "Powszechne Towarzystwo Teatrów Kinematograficznych. Zjednoczenie Teatrów Obrazów Żywych i z Dźwiękiem" powołane do budowy kin. W 1909 przedsiębiorstwo przekształcono w "Projektions AG Union" (Pagu), pierwsze niemieckie towarzystwo akcyjne.

## Premiery
- Humorous Phases of Funny Faces – reż. James Stuart Blackton, jeden z pierwszych filmów animowanych
- Historia gangu Kelly (The Story of the Kelly Gang), Australia – reż. J. Tait, N. Tait.

## Urodzili się
- 14 stycznia – William Bendix, aktor (zm. 1964)
- 5 lutego – John Carradine, aktor (zm. 1988)
- 10 lutego – Lon Chaney Jr., aktor (zm. 1973)
- 21 lutego – Jeanne Aubert, francuska aktorka i piosenkarka, (zm. 1988)
- 26 lutego – Madeleine Carroll, aktorka (zm. 1987)
- 6 marca – Lou Costello, aktor (zm. 1959)
- 22 kwietnia – Eddie Albert, amerykański aktor (zm. 2005)
- 26 kwietnia – Renate Müller, aktorka (zm. 1937)
- 1 maja – Josephine Dunn, aktorka (zm. 1983)
- 3 maja – Mary Astor, aktorka (zm. 1987)
- 8 maja – Roberto Rossellini, reżyser (zm. 1977)
- 20 maja – Lyda Roberti, aktorka (zm. 1938)
- 21 maja – Lola Lane, aktorka (zm. 1981)
- 3 czerwca – Josephine Baker, tancerka, aktorka i piosenkarka (zm. 1975)
- 22 czerwca – Billy Wilder, reżyser (zm. 2002)
- 27 czerwca – Alberto Rabagliati, włoski piosenkarz i aktor (zm. 1974)
- 3 lipca:
  - George Sanders, aktor (zm. 1972)
  - Włodzimierz Boruński, polski aktor (zm. 1988)
- 29 lipca – Thelma Todd, aktorka (zm. 1935)
- 5 sierpnia:
  - John Huston, aktor, reżyser (zm. 1987)
  - Joan Hickson, aktorka (zm. 1998)
- 9 sierpnia – Dorothy Jordan, aktorka (zm. 1988)
- 18 sierpnia – Marcel Carné, francuski reżyser (zm. 1996)
- 30 sierpnia – Joan Blondell, aktorka (zm. 1979)
- 4 września – Dita Parlo, aktorka (zm. 1971)
- 11 września – Antoni Bohdziewicz, polski reżyser (zm. 1970)
- 6 października – Janet Gaynor, aktorka (zm. 1984)
- 2 listopada – Luchino Visconti, włoski reżyser (zm. 1976)
- 14 listopada – Louise Brooks, aktorka (zm. 1985)
- 25 grudnia – Lew Grade, producent (zm. 1998)
- 27 grudnia – Oscar Levant, kompozytor, pisarz, aktor (zm. 1972)
- 30 grudnia – Carol Reed, reżyser (zm. 1976)